# Neutopia
Neutopia (ニュートピア) est un jeu vidéo d'action-aventure développé et édité par Hudson Soft, sorti en 1989 sur PC-Engine, Wii, Wii U, PlayStation 3 et PlayStation Portable.
Il a pour suite Neutopia II.

## Accueil
- Game Informer : 8,5/10[1]
- GameSpot : 7/10 (Wii)[2]
- IGN : 7,5/10 (Wii)[3]
- Nintendo Life : 8/10 (Wii)[4]